# Brjantus
Brjantus (Bryanthus J. G. Gmelin) – monotypowy rodzaj roślin z rodziny wrzosowatych. Obejmuje jeden gatunek – brjantus Gmelina B. musciformis (Poir.) Nakai (synonim: B. gmelinii D.Don). Gatunek ten występuje na Wyspach Japońskich (Hokkaido i Honsiu) oraz na Rosyjskim Dalekim Wschodzie (Kamczatka, Wyspy Kurylskie i Wyspy Komandorskie). Rośnie w górskich murawach (od 500 do 2000 m n.p.m.) tworząc płaty na skałach wulkanicznych i żwirach. Bywa uprawiana jako roślina ozdobna w ogrodach skalnych i wrzosowiskach, jednak jest uważana za gatunek trudny, polecana tylko doświadczonym hodowcom.

## Morfologia
PokrójKrzewinki zimozielone, o pędach cienkich, płożących się i silnie rozgałęzionych, tworzących gęsty dywan na powierzchni ziemi. Osiągają 5–10 cm wysokości.
LiścieSkrętoległe, równowąskie i wygięte, do 3 mm długości, z brzegami ząbkowanymi, od spodu biało kutnerowate.
KwiatyZebrane po kilka w pęczki na szczycie prosto wzniesionych, drutowato sztywnych i cienkich szypuł osiągających zwykle do 8 cm długości. Jasnoróżowe korony o średnicy 3–4 mm tworzone są przez cztery wolne płatki. Pylniki otwierają się podłużnymi pęknięciami.
OwoceSuche, drobne torebki.

## Systematyka
Rodzaj wspólnie z siostrzanym, południowoamerykańskim rodzajem Ledothamnus tworzy plemię Bryantheae w obrębie podrodziny Ericoideae, rodziny wrzosowatych Ericaceae.

## Zastosowanie i uprawa
Brjantus Gmelina bywa uprawiany w ogrodach skalnych i na wrzosowiskach. Rośliny wysadzać należy w miejscach słonecznych, na glebach wilgotnych, przepuszczalnych i żyznych. Rozmnażany jest z nasion wysiewanych wiosną i z sadzonek pędowych pozyskiwanych późnym latem.